# Junji Itō
Junji Itō (jap. 伊藤 潤二 Itō Junji; ur. 31 lipca 1963 w prefekturze Gifu) – japoński mangaka, znany najbardziej z serii Tomie i Uzumaki.
Junji Itō także nazywany jest przez wielu następcą Kazuo Umezu, innego mangaki tworzącego komiksy grozy.
W 2019 roku otrzymał nagrodę Eisnera w kategorii „Najlepsza adaptacja z innego medium” za swoją mangową adaptację Frankensteina Mary Shelley.

## Życiorys
Z zawodu jest technikiem dentystycznym. W 1987 roku otrzymał nagrodę honorową magazynu „Gekkan Halloween” po opublikowaniu krótkiej historyjki Tomie. W 1998 roku wydał swoje dzieło Uzumaki i krótko później został najsłynniejszym mangaką w klimacie horroru i grozy.

## Wybrane prace

### Kolekcja horrorów
- Tomie cz. 1 (jap. 富江 上 Tomie jō)
- Tomie cz. 2 (jap. 富江 下 Tomie ka)
- Souichi i jego głupie klątwy (jap. 双一の勝手な呪い Sōichi no kattena noroi)
- Miłosne cierpienia umarłych (jap. 死びとの恋わずらい Shi-bito no koiwazurai)
- Kryjówka dezertera (jap. 脱走兵のいる家 Dassō-hei no iru ie)
- Ślepa uliczka (jap. 路地裏 Rodjiura)
- Bezgłowe rzeźby (jap. 首のない彫刻 Kubi no nai chōkoku)
- Wyjące rury (jap. うめく排水管 Umeku haisuikan)
- Miasto nagrobków (jap. 墓標の町 Bohyō no machi)
- Frankenstein (jap. フランケンシュタイン)
- Miażdżąca groza (jap. 潰談 Kaidan)

### Inne prace
- Uzumaki (jap. うずまき)
- Gyo (jap. ギョ)
- Remina – gwiazda piekieł (jap. 地獄星レミナ Jigokusei Remina)
- Czwórcio i Szóstek – koci pamiętnik Junjiego Ito (jap. 猫日記 よん&むー Neko nikki Yon to Mū)
- Black Paradox (jap. ブラックパラドクス Burakku Paradokusu)
- Zatracenie (jap. 人間失格 Ningen shikkaku)